# Anoplodactylus polignaci
Anoplodactylus polignaci är en havsspindelart som beskrevs av Bouvier, E.L. 1914. Anoplodactylus polignaci ingår i släktet Anoplodactylus och familjen Phoxichilidiidae. Inga underarter finns listade i Catalogue of Life.